# Підводні човни типу «Діан»
| Підводні човни типу «Діан»                                                  | Підводні човни типу «Діан»                                                                              | Підводні човни типу «Діан»                                                                              |
| --------------------------------------------------------------------------- | --- | --- |
| Classe Diane (1926)                                                         | | |
|                                                                             | | |
| Підводний човен типу «Діан»                                                 | | |
| Верф                                                                        | Chantiers et Ateliers Augustin Normand, Chantier de la Seine                                            | Chantiers et Ateliers Augustin Normand, Chantier de la Seine                                            |
| Під прапором                                                                | Франція · Режим Віші · Вільна Франція                                                                   | Франція · Режим Віші · Вільна Франція                                                                   |
| Належність                                                                  | Військово-морські сили Франції · Режим Віші · ВМС Вільної Франції                                       | Військово-морські сили Франції · Режим Віші · ВМС Вільної Франції                                       |
| Замовлення                                                                  | 9 | 9 |
| Закладений                                                                  | 9 | 9 |
| Спуск на воду                                                               | 9 | 9 |
| Введений до складу флоту                                                    | 9 | 9 |
| Виведений зі складу флоту                                                   | 3 | 3 |
| На службі                                                                   | 1931 —1946                                                                                              | 1931 —1946                                                                                              |
| Загибель                                                                    | 6 | 6 |
| Бойовий досвід                                                              | Друга світова війна                                                                                     | Друга світова війна                                                                                     |
| Проєкт                                                                      | | |
| Тип ПЧ                                                                      | середні підводні човні                                                                                  | середні підводні човні                                                                                  |
| Попередній проєкт                                                           | типу «Оріон»                                                                                            | типу «Оріон»                                                                                            |
| Наступний проєкт                                                            | типу «Аргонот»                                                                                          | типу «Аргонот»                                                                                          |
| Головний конструктор                                                        | Фернан Фено                                                                                             | Фернан Фено                                                                                             |
| Основні характеристики                                                      | | |
| Швидкість (надводна)                                                        | 14 вузлів (26 км/год)                                                                                   | 14 вузлів (26 км/год)                                                                                   |
| Швидкість (підводна)                                                        | 9 вузлів (17 км/год)                                                                                    | 9 вузлів (17 км/год)                                                                                    |
| Робоча глибина занурення                                                    | 80 м | 80 м |
| Дальність плавання                                                          | 4000 миль (7400 км) на швидкості 10 вузлів (надводна) 82 милі (152 км) на швидкості 5 вузлів (підводна) | 4000 миль (7400 км) на швидкості 10 вузлів (надводна) 82 милі (152 км) на швидкості 5 вузлів (підводна) |
| Екіпаж                                                                      | 41 офіцер та матрос                                                                                     | 41 офіцер та матрос                                                                                     |
| Розміри                                                                     | | |
| Довжина найбільша (по КВЛ)                                                  | 64,4 м                                                                                                  | 64,4 м                                                                                                  |
| Ширина корпусу найб.                                                        | 6,2 м                                                                                                   | 6,2 м                                                                                                   |
| Середня осадка (по КВЛ)                                                     | 3,91 м                                                                                                  | 3,91 м                                                                                                  |
| Водотоннажність надводна                                                    | 661 тонна                                                                                               | 661 тонна                                                                                               |
| Водотоннажність підводна                                                    | 820 тонн                                                                                                | 820 тонн                                                                                                |
| Силова установка                                                            | | |
| Дизель-електрична: 2 × дизельних двигуни Normand-Vickers 2 × електродвигуни | | |
| Гвинти                                                                      | 2 | 2 |
| Потужність                                                                  | 2 × 650 к.с. (дизелі) 2 × 500 к. с. (електродвигун)                                                     | 2 × 650 к.с. (дизелі) 2 × 500 к. с. (електродвигун)                                                     |
| Озброєння                                                                   | | |
| Артилерія                                                                   | 1 × 75-мм гармата modèle 1897                                                                           | 1 × 75-мм гармата modèle 1897                                                                           |
| Торпедно- мінне озброєння                                                   | 7 × 533-мм торпедних апаратів 2 × 400-мм торпедні апарати 13 торпед                                     | 7 × 533-мм торпедних апаратів 2 × 400-мм торпедні апарати 13 торпед                                     |
| ППО                                                                         | 2 × 13,2-мм великокаліберні кулемети M1929                                                              | 2 × 13,2-мм великокаліберні кулемети M1929                                                              |

Не варто плутати з підводними човнами типу «Діан» 1916 року
Підводні човни типу «Діан» (фр. Classe Diane (1926)) — тип французьких середніх підводних човнів 600 серії, побудованих французькими суднобудівельними компаніями з 1930 по 1933 рік. Загалом побудовано 9 підводних човнів цього типу. За французькою класифікацією типів того часу вони відносилися до 2-го класу.
Відповідно до міжнародних договорів того періоду, водотоннажність цих підводних човнів обмежувалася 600-тонною надводною водотоннажністю, хоча обмежень щодо кількості цих кораблів, які можна було побудувати, не було. У цей період Франція була втягнута в суперництво з Італією в Середземному морі, що призвело до гонки морських озброєнь. Спочатку Франція взяла лідерство, але пізніше італійське будівництво підводних човнів випередило Францію.
Підводні човни типу «Діан» були еквівалентами італійським ПЧ серії 600, британським типу «S» і німецьким типу VII.

#### Список ПЧ типу «F» («Діан»)
| Човен      | Закладка       | Спущений          | Введений до строю | Виведений | Прим. |
| ---------- | -------------- | ----------------- | ----------------- | --------- | --- |
| «Діана»    | 4 січня 1928   | 13 травня 1930    | 1 вересня 1932    | 1942      | 9 листопада 1942 року самозатоплений екіпажем в Орані |
| «Медюз»    | 1 січня 1928   | 26 серпня 1930    | 1 вересня 1932    | 1942      | 10 листопада 1942 року наразився на мілину поблизу мису Капо Бланке, де затоплений літаком з американського легкого крейсера «Філадельфія»                                             |
| «Антіоп»   | 28 грудня 1928 | 18 серпня 1931    | 12 жовтня 1933    | 1946      | 26 квітня 1946 року списаний на брухт |
| «Амфітріт» | 8 серпня 1928  | 20 грудня 1930    | 8 червня 1933     | 1942      | 8 листопада 1942 року потоплений біля Касабланки вогнем американських кораблів: лінкора «Массачусеттс» і важких крейсерів «Тускалуза» та «Вічита» і штурмовиків з авіаносця «Рейнджер» |
| «Амазон»   | 28 грудня 1928 | 28 грудня 1931    | 12 жовтня 1933    | 1946      | 26 квітня 1946 року списаний на брухт |
| «Орфі»     | 22 серпня 1929 | 10 листопада 1931 | 8 червня 1933     | 1946      | 15 квітня 1946 року списаний на брухт |
| «Ореад»    | 15 серпня 1929 | 23 травня 1932    | 15 грудня 1933    | 1942      | 8 листопада 1942 року потоплений в порту Касабланки внаслідок артилерійського вогню та атак авіаносної авіації                                                                         |
| «Сібіл»    | 10 січня 1931  | 28 січня 1933     | 22 грудня 1934    | 1942      | після 8 листопада 1942 року ймовірно затонув унаслідок бойових дій біля Касабланки після 8 листопада 1942 року                                                                         |
| «Сай»      | 26 грудня 1930 | 4 серпня 1932     | 23 грудня 1933    | 1942      | 8 листопада 1942 року потоплений біля Касабланки вогнем американських кораблів: лінкора «Массачусеттс» і важких крейсерів «Тускалуза» та «Вічита» і штурмовиків з авіаносця «Рейнджер» |